# Oleandra pilosa
Oleandra pilosa är en ormbunkeart som beskrevs av William Jackson Hooker. Oleandra pilosa ingår i släktet Oleandra och familjen Oleandraceae. Inga underarter finns listade.